# Лудвиг III (Тюрингия)
Лудвиг III Благочестиви (на немски: Ludwig III, der Fromme, der Milde, * 1151/1152, † 16 октомври 1190, Източно Средиземно море при Кипър) от фамилията Лудовинги, е ландграф на Тюрингия от 1172 до 1190 г.

## Биография
Той е най-големият син и наследник на ландграф Лудвиг II Железния и Юта Клариция Швабска (1133 – 1191) от род Хоенщауфен, дъщеря на Фридрих II, херцог на Швабия, и полусестра на Фридрих I Барбароса (1122 – 1190), император на Свещената Римска империя.
През 1172 г. той наследява баща си като ландграф на Тюрингия като предоставя на брат си Хайнрих Распе III графството Гуденсберг в Хесен и собственостите на Рейн. Той поддържа чичо си Фридрих Барбароса, който през 1179 г. му дава Пфалцграфство Саксония, което той дава през 1181 г. на брат си Херман I, който през 1190 г. го наследява като ландграф на Тюрингия.
Лудвиг III участва в Третия кръстоносен поход (1189 – 1192) в обсадата на Акра (1189 – 1191), разболява се и през 1190 г. си тръгва обратно, но умира до Кипър. Там вътрешностите му са погребани, а костите му в манастир Рейнхардсбрун и през 14 век преместени в църквата „Св. Георги“ към Айзенах. На гробната му плоча пише: „ANNO DOMINI MC NONAGESIMO. SEPTIMO DECIMO KALENDAS NOVE... [O. LVDEVICVS PIVS TERT]VS; ThVRINGOR° LANTGRAVIUS ET hIC SEPVLTVS +“.

## Фамилия
Първи брак: през 1174 г. с Маргарета от Клеве, дъщеря на граф Дитрих II/IV от Клеве. Развежфат се през 1186 г. заради близко родство. Те имат една дъщеря:
- Юта (Юдит), омъжена за Дитрих от род Ветини, владетел на Гройч.

Втори брак: със София от Минск (* 1141. † 1198), вдовицата на датския крал Валдемар I Велики († 12 май 1182), дъщеря на княз Владимир III от Киев и Минск, и полската принцеса Рихеза, дъщеря на Болеслав III Кривоусти.